# Хорнер, Джек
Джон Роберт Хорнер (англ. John Robert Horner; род. 15 июня 1946) — американский палеонтолог, который обнаружил и дал имя майазавре, а также предоставил первое чёткое доказательство, что некоторые динозавры заботились о своём молодняке. Он - один из самых известных палеонтологов в Соединённых Штатах. В дополнение к его многим палеонтологическим открытиям, Хорнер работал научным консультантом фильма «Парк Юрского периода» и даже отчасти послужил образцом для персонажа фильма, доктора Алана Гранта.
В Монтане в течение середины 1970-х годов Хорнер и его партнер Боб Мэкела обнаружили колонию-гнездовье нового рода динозавров, который они назвали «майазавра», или «ящер — хорошая мать». 
Там обнаружились первые яйца динозавра в Западном полушарии, первые эмбрионы динозавра, и это прекратило споры о том, были ли некоторые динозавры стайными животными, строили ли гнёзда и заботились ли о потомстве.
Открытие укрепило его карьеру и авторитет. Хорнер дал названия нескольким другим разновидностям динозавров (включая Orodromeus makelai в память о его покойном друге Бобе Мэкеле) и назвал двоих в честь себя самого: Achelousaurus horneri и Anasazisaurus horneri.
В палеонтологическом сообществе Хорнер наиболее известен новаторскими работами по исследованию взросления динозавров. Он опубликовал многочисленные статьи о взрослении динозавров в сотрудничестве с Беркли, эволюционным биологом Кевин Пэдиэн и французским диногистологом Арманом Рикле, для сравнения применяя кости ног в возрасте от эмбрионов до взрослых. Он также придал вторую жизнь теории, вокруг которой разгоралось множество споров, что тираннозавр должен был быть мусорщиком, а не хищным убийцей. Но эту теорию в прессе замолчали, да и она никогда не была главным объектом исследований доктора Хорнера. 
В 2000 году, команда Хорнера обнаружили пять экземпляров тираннозавра и ещё три следующим летом, включая одного, значительно большего по размерам, чем предыдущие, получившего собственное имя «Сью». Экземпляр имел расчётный вес 10—13 тонн и был на 10 % крупнее, чем другие экземпляры. Музей Скалистых гор имеет самую большую коллекцию тираннозавров в мире. В настоящее время он занимается биологическими исследованиями, связанными с развитием динозавров.

## Биография
Хорнер родился и вырос в Шелби, Монтана, и в течение семи лет учился в университете Монтаны, специализируясь на геологии и зоологии. Он также провел два года в американском Морском Корпусе, во время Вьетнамской войны служил в Специальных Силах. Не получив официальной учёной степени, он написал огромный научный труд по фауне Медвежьего карьера(?) Монтаны, который является одним из самых известных отлично сохранившихся участков окаменелостей в мире. Университет Монтаны наградил его званием почётного доктора наук в 1986 году. В том же 1986 году он был также принят в престижное Товариществом Макартера (?).
Хорнер опубликовал более 100 научных трудов, шесть научно-популярных книг, включая «Динозавры под Большим Небом», естественнонаучную книгу по динозаврам Монтаны «Жизнь Динозавров», и многочисленные статьи. Он так же принимал участие в открытии в 2005 году мягкой ткани в окаменелых остатках тираннозавра. В настоящее время, он — Хранитель палеонтологии в Музее Скалистых гор, профессор палеонтологии, куратор Национального музея естественной истории, и почётный преподаватель в Университете штата Монтана в Бозмене. За эти годы он консультировал тех, кто стал ведущими палеонтологами нового поколения, таких как Грег Эриксон, Скотт Сэмпсон, Карри-Роджерс Кристи, Дэвид Дж. Варриккио. Хорнер был награждён почетной докторской степенью Университета штата Пенсильвания в 2006 году по результатам его научной деятельности.
В 2003 году Хорнер нашёл бедро тираннозавра, из которого учёные смогли в 2007 году извлечь белки.